# Microrégion du Cariri
 (février 2025).
Si vous disposez d'ouvrages ou d'articles de référence ou si vous connaissez des sites web de qualité traitant du thème abordé ici, merci de compléter l'article en donnant les références utiles à sa vérifiabilité et en les liant à la section « Notes et références ».
La microrégion du Cariri est l'une des cinq microrégions qui subdivisent le sud de l'État du Ceará au Brésil.
Elle comporte 8 municipalités qui regroupaient 528 398 habitants en 2009 pour une superficie totale de 4 116 km2.

## Municipalités[1]
- Barbalha
- Crato
- Jardim
- Juazeiro do Norte
- Missão Velha
- Nova Olinda
- Porteiras
- Santana do Cariri